# Cantón de Goicoechea
Goicoechea es un cantón de Costa Rica situado en el norte de la provincia de San José, sobre la meseta intervolcánica del Valle Central, y perteneciente en su totalidad a la Gran Área Metropolitana. El cantón cuenta con un total de 132 104 habitantes, según la última proyección demográfica del INEC, ubicándose así como el noveno más poblado del país y el cuarto de la provincia. Limita al norte con los cantones de Vázquez de Coronado y Moravia, al oeste con el cantón de Tibás, al suroeste con el cantón de San José, al sur con el cantón de Montes de Oca y al sureste con el cantón de Cartago. 
El cantón cuenta con una extensión territorial de 31,50 km², colocándose como el decimoquinto más extenso de la provincia. Su cabecera es el distrito de Guadalupe, con categoría de ciudad, y cuenta con un total de siete distritos: Guadalupe, San Francisco, Calle Blancos, Mata de Plátano, Ipís, Rancho Redondo y Purral.
Fundado en 1891, el cantón se caracteriza en la actualidad por ser uno de los más importantes de la Gran Área Metropolitana de Costa Rica, y cuya economía se centra en el sector de servicios, ya que cerca del 82% de la población activa del cantón labora en esta área. El cantón sirve como sede a diferentes compañías multinacionales e instituciones del gobierno, como la Refinadora Costarricense de Petróleo (RECOPE), el Ministerio de Trabajo y Seguridad Social y las multinacionales Amazon y Microsoft. Por otra parte, el cantón, debido a que su territorio comprende una franja angosta con una anchura máxima de solo 20 km, abarca distintos relieves y espacios, pasando desde un entorno urbano al oeste hasta uno completamente natural y montañoso en el oeste. El cantón de Goicoechea cuenta con un Índice de Desarrollo Humano de 0,744, clasificado como alto.

## Toponimia
El topónimo de «Goicoechea» se origina como un homenaje al ilustre benemérito de la patria, el sacerdote franciscano Fray José Antonio de Liendo y Goicoechea, quien nació en la ciudad de Cartago el 3 de mayo de 1735, y falleció el 2 de julio de 1814, en Guatemala. 
El nombre del cantón se menciona en un documento oficial por primera vez en el decreto n.º 66 del 2 de agosto de 1891, cuando los legisladores del Congreso Constitucional de Costa Rica decidieron cambiar el nombre del cantón de Guadalupe a Goicoechea, en honor al Fray José Antonio de Liendo y Goicoechea. Se debe tener en cuenta que el cantón recibió este nombre solo como un homenaje a su labor en el país, ya que el Fray no tiene relación alguna con la historia del cantón ni vivió en él.

## Historia

### Orígenes
Las primeras ocupaciones registradas del territorio al que hoy pertenece al cantón de Goicoechea se remontan a entre los siglos III y XVI al arribo de los españoles. El territorio en esta época se encontraba ocupado por el antiguo Reino Huetar de Occidente, una nación amerindia y uno de los dos grandes reinos indígenas de la parte central del país, reinado por el Cacique Garabito. En el territorio se han encontrado varios sitios arqueológicos con piezas de materiales cerámicos y algunos objetos antropomorfos, distribuidos entre los distritos de Calle Blancos, Guadalupe, Mata de Plátano, Ipís y Purral. El historiador Percy Rodríguez Argüello en su libro "Historia del cantón de Goicoechea" presenta evidencia arqueológica que permite ubicar la presencia del ser humano en el territorio del actual cantón de Goicoechea desde el 300 antes de Cristo. El sitio arqueológico más importante se sitúa en Mata de Plátano, donde fue hallado un cementerio indígena que data a entre los años 300 y 800 d. C.. Durante esta época, los ríos y quebradas, como el río Ipís que da su nombre al quinto distrito del cantón, funcionaron como una fuente de comunicación y transporte, comunicando a los distintos asentamientos que se encontraban muy dispersos en el área.
Durante los siglos XVII y XVIII, ciertas partes del oeste de Goicoechea formaron parte de un territorio entonces llamado el Valle del Murciélago, que consistía de los hoy distritos de Guadalupe, San Vicente de Moravia, San Isidro de Coronado, La Uruca de San José y el cantón de Tibás. 
A principios del siglo XIX, ciertas familias comienzan a poblar los hoy distritos de Guadalupe, San Francisco y Calle Blancos, mientras que en los hoy distritos de Mata de Plátano, Ipís y Purral algunos labradores construyeron parcelas para el cultivo de tabaco. El 4 de diciembre de 1820, se mencionan a los barrios de Murciélago de Torres, hoy el distrito de San Francisco, y de Murciélago Oriental, hoy el distrito de Guadalupe, en los registros de un cabildo abierto del Municipio de San José. Estos fueron los primeros nombres que recibieron las comunidades y barrios que hoy conforman el cantón de Goicoechea.
En 1828, el Municipio de San José decide dividir a los caseríos del Murciélago, y para ello le pide a las personas que los administraban que nombraran sus caseríos a su criterio, así el Cabo Primero Francisco Montero nombró a su caserío San Francisco (hoy el distrito de San Francisco), el juez Gabriel Solís nombró a su caserío San Gabriel (hoy parte del distrito de Calle Blancos), y el juez José María Méndez nombró a su caserío San José (hoy distrito de Guadalupe).
En 1840, en el contexto de una organización administrativa del Estado que impulsó el gobierno de Braulio Carrillo Colina, se divide a San José en un total de 26 cuarteles, entre ellos el cuartel de Guadalupe y el cuartel de San Francisco. Estos cuarteles, mediante la Ley n.º 22 del 1° de diciembre de 1841, pasaron a formar parte del llamado barrio de Los Santos (hoy la mayor parte del cantón de Goicoechea), parte del Departamento de San José. El barrio de Los Santos quedaba dividido en cinco cuarteles: San Francisco, San Ramón, San José (hoy Guadalupe), San Rafael y San Joaquín.
En 1844, se construye la primera ermita del actual cantón de Goicoechea, consagrada en honor a José de Nazaret. A partir de esto, al hoy cantón de Goicoechea se le comienza a llamar como San José, sin embargo, posteriormente, en 1851, se reemplaza a José de Nazaret por la Virgen de Guadalupe como patrona de la iglesia debido a la cercanía con la capital del país, con quien compartía nombre.
En la Constitución Política del 30 de noviembre de 1848, se estableció una nueva división política y administrativa que contempló la nomenclatura de provincias, cantones y distritos parroquiales. De entre los distritos parroquiales del cantón de San José, se encontraba Los Santos como distrito parroquial. Por otra parte, a los hoy distritos de Purral, Ipís y Mata de Plátano, se les conocía con el nombre de Los Tabacales, esto por la amplia producción de tabaco en la zona.
A mediados de siglo, debido a la caída de los precios del tabaco en el país y el aumento de producción de café, el Gobierno de la República procedió a realizar la venta de lo que se le llamaba Los Tabacales (hoy Mata de Plátano, Ipís y Purral). La venta de estas parcelas desató grandes polémicas entre los productores debido a la falta de transparencia del Gobierno ante el hecho. Debido a la polémica, el Gobierno cedió y otorgó ciertos privilegios a los productores. Esto fomentó la colonización de estas fincas y la producción de más cultivos, que posteriormente causó el poblamiento de la región.
En 1851, se le cambia el nombre oficialmente al cuartel de San José por Guadalupe en honor a la Virgen de Guadalupe. Por decreto n.º 20 del 24 de julio de 1867, se vuelve a dividir el territorio de la República para efectos Municipales, la mayor parte del barrio de Los Santos formó ahora parte del distrito noveno del cantón de San José el cual recibió el nombre de Guadalupe.
Durante la Campaña Nacional de 1856-1857, el distrito de Guadalupe aportó un total de 77 soldados para enlistarse en las filas del ejército nacional.
En 1864, el Censo Nacional muestra al distrito de Guadalupe con una población de 2 602 habitantes, siendo la gran mayoría personas menores de 30 años. Posteriormente, en el censo de 1883 Guadalupe aparece con una población de 2 763 habitantes.
En 1865, se inicia la construcción de la Iglesia de San Francisco (hoy también conocida como la Iglesia de Ladrillos), y actual patrimonio histórico arquitectónico de Costa Rica. La primera escuela se construyó en 1883, localizada en la parte norte del actual Parque Central de Guadalupe, posteriormente se edificó la Escuela Carlos Gagini.

### Cantonato
Para 1890, debido al crecimiento demográfico y económico que el distrito de Guadalupe había alcanzado, un grupo de habitantes del lugar pertenecientes a un club político llamado “El Bienestar”, consideraron que el sitio contaba con las condiciones necesarias para ser declarado cantón y así tener su propia Municipalidad. Por ello elevaron la solicitud respectiva ante el Congreso de la República el 28 de julio de 1890.
En el primer gobierno de José Joaquín Rodríguez, el 2 de agosto de 1891, por decreto n.º 66, se le otorgó el título de villa a la población de Guadalupe, cabecera del nuevo cantón posteriormente creado.
En la ley n.° 56 del 6 de agosto de 1891, se creó Goicoechea como cantón de la provincia de San José, designándose como cabecera la villa de Guadalupe. En esa oportunidad no se fijaron los distritos de este nuevo cantón, pero sí se indicaron los nombres de las seis poblaciones que lo conformaron: Guadalupe, San Francisco, Calle Blancos, Mata de Plátano, Ipís y Rancho Redondo. Goicoechea procede del cantón de San José, establecido este último, en ley n.° 36 del 7 de diciembre de 1848.
En 1939, se inauguró un nuevo centro educativo con el nombre de Escuela Pilar Jiménez Solís, en el gobierno de León Cortés Castro. El Liceo Napoleón Quesada, inició sus actividades docentes en 1955, en el primer gobierno de José Figueres Ferrer.
El 13 de septiembre de 1891 se llevó a cabo la primera sesión del Concejo Municipal de Goicoechea, integrado por los regidores propietarios, señores Francisco Jiménez Núñez, como presidente, Tomás Gutiérrez, como vicepresidente, y Ezequiel Vargas. El secretario municipal fue don Jesús Zeledón y el jefe político don Basileo Araya.
El 10 de agosto de 1920, por medio de la Ley n.º 69, la villa de Guadalupe recibe el título de ciudad.
El 23 de julio de 1991, 100 años después del cantonato y mediante el decreto n.º 20587-G, se crea el séptimo distrito del cantón Purral, segregado del quinto distrito de Ipís.

## Gobierno local

### Alcaldía
Conforme al Régimen municipal de Costa Rica, la alcaldía y las vicealcaldías del cantón son electas popularmente mediante sufragio universal cada cuatro años. En las elecciones municipales de Costa Rica de 2024, el candidato del Partido Liberación Nacional, Fernando Miguel Chavarría Quirós, resultó elegido como alcalde con el 25,34% de los votos totales. Las vicealcaldesas son Reina Irene Campos Jiménez y Valeria Fernández Castillo.
| Periodo   | Nombre                           | Partido |
| --------- | -------------------------------- | ------- |
| 2002–2006 | Carlos Luis Murillo Rodríguez    | PUSC    |
| 2006–2010 | Óscar Figueroa Fieujeam          | PLN     |
| 2010–2016 | Óscar Figueroa Fieujeam          | PLN     |
| 2016–2020 | Ana Lucía Madrigal Faerron       | PLN     |
| 2020–2024 | Rafael Ángel Vargas Brenes       | PLN     |
| 2024–2028 | Fernando Miguel Chavarría Quirós | PLN     |

### Concejo Municipal
Al igual que la elección de la alcaldía y vicealcaldías, los integrantes del Concejo Municipal son electos popularmente cada 4 años. El Concejo Municipal de Goicoechea se integra por un total de 9 regidores, propietarios y suplentes, y 7 síndicos, propietarios y suplentes. Su presidente es la regidora Gloriana Diorela Carmona Seravalli, del Frente Amplio y su vicepresidente es el regidor Carlos Luis Murillo Rodríguez, del Partido Unidad Social Cristiana. Actualmente está integrado por:

|                                                          |                                           |                  |           |
| Partidos políticos en el Concejo Municipal de Goicoechea |                                           |                  |           |
| Partido político                                         | Partido político                          | Partido político | Regidores |
|                                                          | Partido Liberación Nacional (PLN)         |                  | 2         |
|                                                          | Coalición Cambio Ciudadano (CCAC)         |                  | 2         |
|                                                          | Partido Unidad Social Cristiana (PUSC)    |                  | 2         |
|                                                          | Unidos Podemos (UP)                       |                  | 1         |
|                                                          | Partido Progreso Social Democrático (PSD) |                  | 1         |
|                                                          | Frente Amplio (FA)                        |                  | 1         |

## Organización territorial
El cantón de Goicoechea se divide administrativamente en siete distritos, siendo la cabecera el distrito de Guadalupe. Cada distrito, según el Régimen municipal de Costa Rica, posee un Concejo de Distrito el cual se encarga de velar por sus temas correspondientes, y se integra por los síndicos, propietarios y suplentes, y los concejales. Los distritos fueron designados mediante el decreto de creación del cantón, exceptuando al distrito de Purral, el cual fue creado no hasta el año 1991 al segregarse del distrito de Ipís.
| Distritos del cantón de Goicoechea | Distritos del cantón de Goicoechea | Distritos del cantón de Goicoechea | Distritos del cantón de Goicoechea | Distritos del cantón de Goicoechea |
| #                                  | Distrito                           | Área (km²)                         | Población (2022)                   |                                    |
| ---------------------------------- | ---------------------------------- | ---------------------------------- | ---------------------------------- | ---------------------------------- |
| 1                                  | Guadalupe                          | 2,38                               | 20 913 hab.                        |                                    |
| 2                                  | San Francisco                      | 0,57                               | 2 379 hab.                         |                                    |
| 3                                  | Calle Blancos                      | 2,36                               | 16 894 hab.                        |                                    |
| 4                                  | Mata de Plátano                    | 7,85                               | 22 461 hab.                        |                                    |
| 5                                  | Ipís                               | 2,37                               | 31 762 hab.                        |                                    |
| 6                                  | Rancho Redondo                     | 13,38                              | 3 325 hab.                         |                                    |
| 7                                  | Purral                             | 3,11                               | 34 370 hab.                        |                                    |

## Geografía
Cantón de Goicoechea cuenta con un área de 31,7 km² y una altitud media de 1204 m s. n. m.

### Localización
El cantón de Goicoechea es el octavo de la provincia de San José y tiene una extensión territorial de 31,50 km², y se encuentra ubicado en su totalidad dentro del Valle Central de Costa Rica, en el noreste de este. El cantón tiene una forma angosta y alargada. y su anchura máxima es de veinte kilómetros, en dirección noreste a suroeste desde la naciente del río Durazno hasta el puente sobre el río Torres, carretera Nacional n.º 5, que va de la ciudad de San José a la de San Juan de Tibás.
| Noroeste: Tibás    | Norte: Vázquez de Coronado, Moravia | Noreste: Vázquez de Coronado |
| Oeste: Tibás       |                                     | Este: Cartago                |
| Suroeste: San José | Sur: Montes de Oca, Cartago         | Sureste: Cartago             |

### Relieve

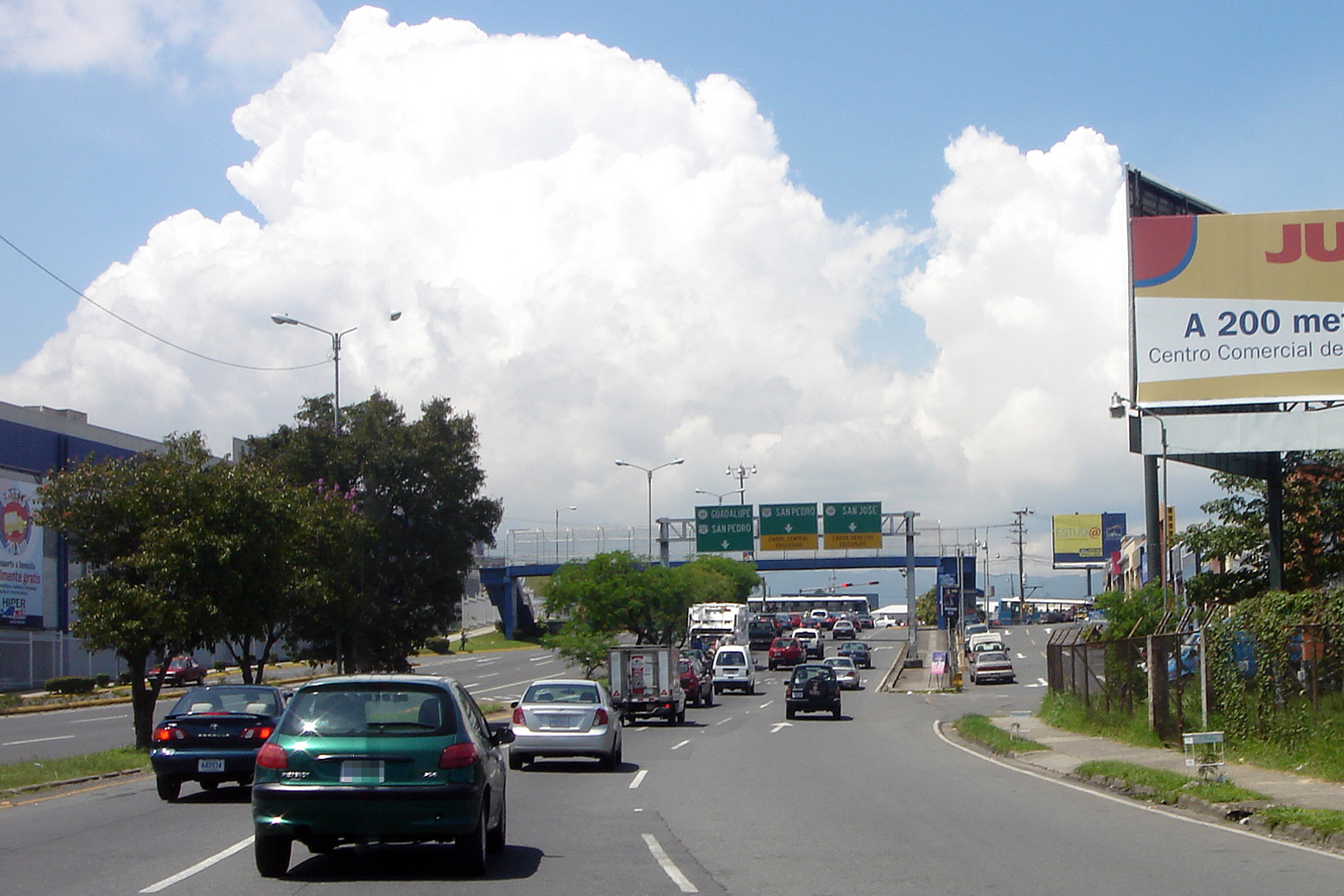
Día soleado sobre la Ruta 32, en Guadalupe.

El cantón de Goicoechea cuenta con distintos relieves a lo largo de su territorio y con suelos fértiles y ricos debido a los materiales volcánicos que lo formaron, y tiene una elevación media de 1 204 metros sobre el nivel de mar (m s. n. m.). Las elevaciones sobre el nivel del mar, del centro urbano de los poblados de distritos del cantón, son las siguientes: Guadalupe, a 1 204 m.s.n.m, San Francisco, a 1 172 m.s.n.m, Calle Blancos, a 1 185 m.s.n.m, Mata de Plátano, a 1 355 m.s.n.m, Ipís, a 1 340 m.s.n.m, Rancho Redondo, a 2 408 m.s.n.m, y Purral, a 1 242 m s. n. m. El punto más alto del cantón es el Cerro Cabeza de Vaca (3 040 m s. n. m.) ubicado en el extremo este del cantón, y el cual funciona como punto limítrofe entre Goicoechea y los cantones de Cartago y de Vázquez de Coronado.

### Geología
El cantón de Goicoechea está constituido geológicamente, por materiales de origen volcánico, del período Cuaternario; son las rocas de la época Pleistoceno las que predominan en la región. De la citada época, se encuentran lahares sin diferenciar, situados entre la villa de Rancho Redondo y de Purral. 

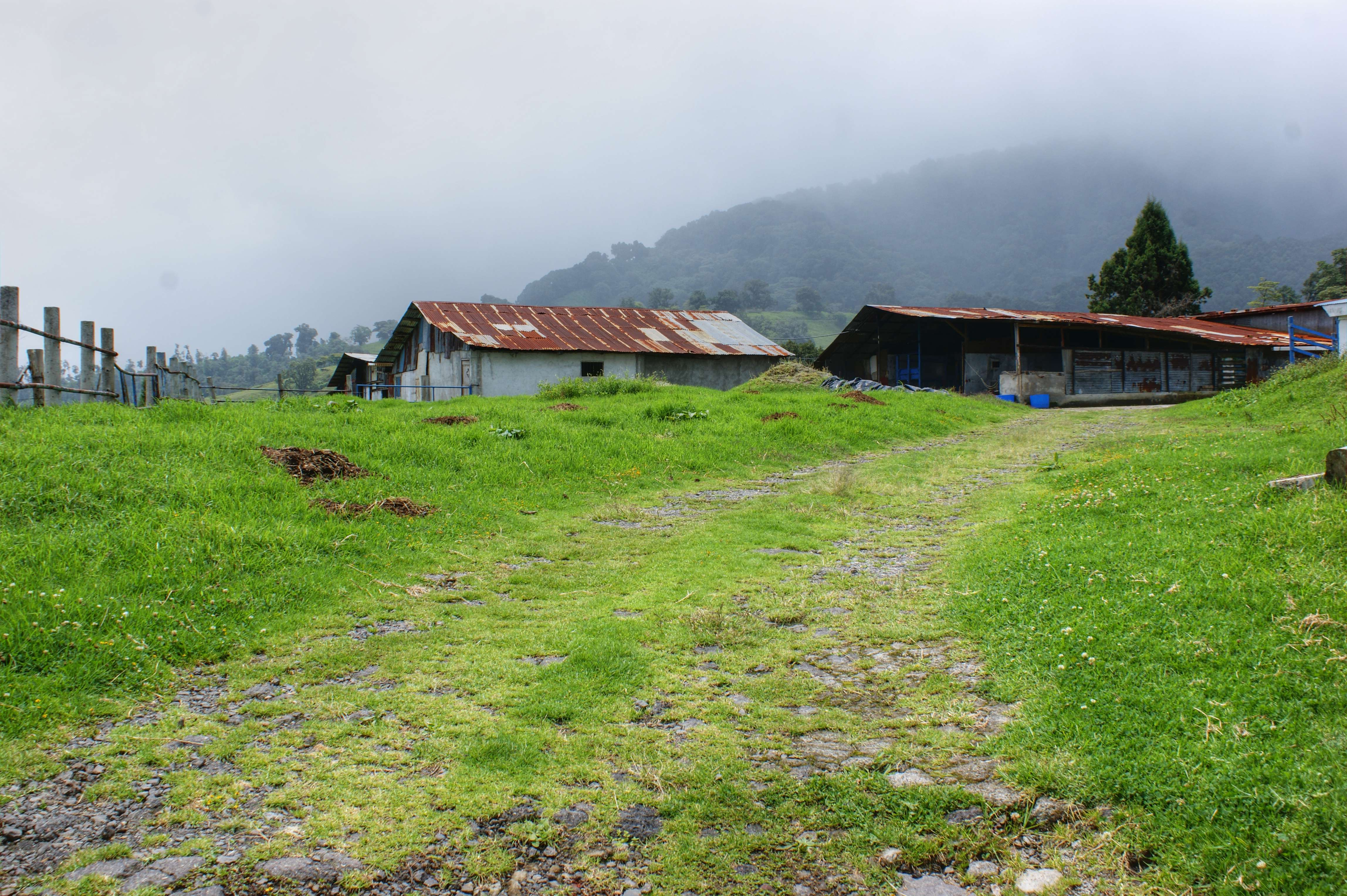
Clima típico del este del cantón, en el distrito de Rancho Redondo, con bajas temperaturas y abundante neblina.

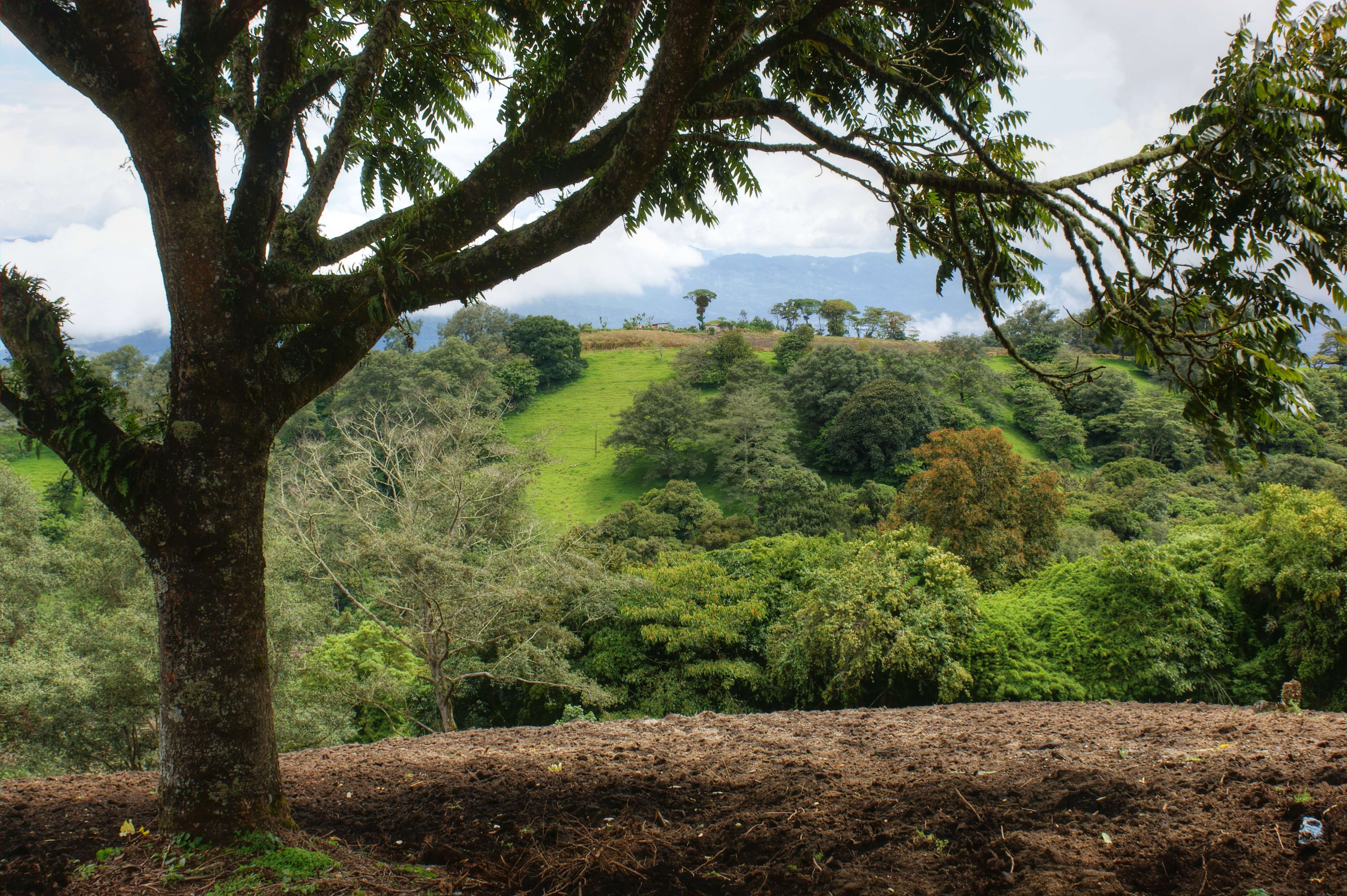
Bosque en el distrito de Rancho Redondo.

De la época Holoceno se localizan edificios volcánicos recientes y actuales y piroclásticos asociados, y materiales volcánicos tales como lavas, tobas y piroclastos; los primeros se ubican al oeste del cantón, a partir de la mencionada villa, y los segundos al este del cantón. 

#### Geomorfología
El cantón de Goicoechea forma parte de la unidad geomórfica de origen volcánico, la cual se divide en dos subunidades, denominadas volcán Irazú y relleno volcánico del Valle Central. 
La subunidad volcán Irazú se localiza al este del cantón, a partir de la villa Mata de Plátano. Presenta laderas con todo tipo de pendientes, y los contornos de las lomas son redondeados debido al grueso espesor de cenizas recientes que cubren casi todo el macizo. 
Esta subunidad está conformada por diversos tipos de rocas volcánicas, tales como brechas, lavas, tobas, aglomerados, ignimbritas, cenizas, así como múltiples corrientes de lodo y lahares. El grado de meteorización de estas rocas es muy variable, y su origen se atribuye a la acumulación de materiales volcánicos de diferentes tipos.
La subunidad relleno volcánico del Valle Central, se ubica en el sector oeste del cantón, corresponde a una superficie plana ondulada Es posible que los cambios en el relieve dentro del área, son debidos a la presencia de lava a unos cuantos metros de profundidad constituyendo un frente. La subunidad está formada en superficie por rocas volcánicas, principalmente lavas, tobas e ignimbritas cubierta por ceniza en un espesor variable. 
La secuencia de lavas descansa sobre roca sedimentaria. Las lavas son del tipo andesítico. Geomorfológicamente, esta unidad no es un valle, sin embargo para efectos políticos, socioeconómicos y todo tipo de referencia, se considera preferible seguirlo denominando Valle Central. El nombre técnico correcto es fosa tectónica, debido a la presencia de una falla a todo lo largo del pie de la sierra Volcánica Central, la cual está evidenciada por la existencia de fuentes termominerales; así como la interrupción brusca y alineada con la supuesta falla de las estribaciones que bajan de la mencionada sierra hacia el valle; lo mismo que por la presencia de un vulcanismo sin explicación aparente (formación Pacacua), en correspondencia con la posición de la falla o cerca de ella.

### Hidrografía
El sistema fluvial del cantón de Goicoechea, corresponde a la vertiente del Pacífico, el cual pertenece a la cuenca del río Grande de Tárcoles. El cantón es recorrido y drenan en él el río Purral, al que se le unen el río Navarro y la quebrada Mozotal, el río Ipís, el río Durazno, el río Torres, el río Tiribí y las quebradas Barreal, Cangrejos, Patalillo, Patal y Ribera. Todos los cursos de agua, excepto el río Torres, nacen en el este del cantón en la ladera oeste del cerro Cabeza de Vaca, y presentan un rumbo de este a oeste. Los ríos Torres, Tiribí, Durazno, Ipís, y las quebradas Barreal y Patal son límites cantonales; el primero con San José y Montes de Oca; el segundo con Cartago de la provincia del mismo nombre; los ríos Durazno e Ipís con Vázquez de Coronado y las quebradas, respectivamente con los cantones de Moravia y Montes de Oca.

### Clima
El clima de Goicoechea es templado de montaña con invierno seco (tipo Cwb), cuya época seca va desde diciembre hasta marzo, y la lluviosa desde mayo a octubre, típico del clima del Valle Central. Cuenta con una temperatura que oscila entre los 18 y 22 °C precipitaciones que oscilan entre los 1800 y 1700 mm, y vientos que penetran al cantón desde el noreste por el paso de La Palma.

### Flora y fauna
A pesar de la fuerte urbanización en el cantón de Goicoechea en los últimos años, el cantón aún preserva muchas áreas naturales y fauna autóctona. Parte del noreste del cantón pertenece al Área de Conservación Central, y el sureste del cantón limita con la Zona Protectora del río Tiribí. El distrito de Rancho Redondo es el menos urbanizado y poblado del cantón, por lo que aún preserva grandes áreas naturales, y se pueden encontrar animales como peces, culebras, ardillas, armadillos, conejos, zorros, murciélagos, comadrejas, yigüirros, y plantas como bromelias, musgos, líquenes, peperomias, orquídeas y helechos.

## Economía
El cantón de Goicoechea, al ubicarse dentro del Gran Área Metropolitana y limitar con el cantón central de San José, alberga diferentes instituciones del gobierno y empresas nacionales e internacionales, convirtiéndose en área de importante desarrollo industrial y comercial de la provincia de San José. Como ejemplo de esto se tiene a las empresas Motorola y Durman Esquivel, las cuales estuvieron ubicadas en el distrito de Calle Blancos hasta la pasada década. Calle Blancos en general alberga otras compañías de servicios, convirtiéndolo en el distrito financiero del cantón.
También la empresa Coca Cola-FEMSA, embotelladora de la popular bebida, ha estado ubicada en el mismo distrito de Calle Blancos por varios años. La construcción del Parque Empresarial del Este, también en el mismo distrito, cuenta con las multinacionales Amazon, Teletech, entre otras, y el Oficentro Tobogán, los cuales dispararon las estadísticas de empleo en la ciudad de San José. También se encuentra en Calle Blancos un telepuerto de Radiográfica Costarricense S.A (RACSA), el grupo farmacéutico COFASA y el II Circuito Judicial de San José, rama de la Corte Suprema de Justicia de Costa Rica y el Tribunal Contencioso Administrativo.
El distrito de San Francisco alberga a diferentes instituciones gubernamentales como la Refinadora Costarricense de Petróleo (RECOPE), el Ministerio de Trabajo y Seguridad Social, el Viceministerio de Telecomunicaciones, la Secretaría Técnica Nacional Ambiental (SETENA), la Cámara de Comercio de Costa Rica, el Sistema Nacional de Áreas de Conservación (SINAC) o la Superintendencia de Pensiones (SUPEN). También se pueden encontrar en el distrito la Universidad Latinoamericana de Ciencia y Tecnología (ULACIT), el Sistema de Emergencias 9-1-1, la Liga Agrícola Industrial de la Caña de Azúcar (LAICA), Periódico La República, el Hotel Radisson San José, entre otros. 
El distrito de Guadalupe alberga diferentes centros comerciales como el Centro Comercial de Guadalupe o el Centro Comercial Novacentro. El distrito es el principal en cuanto a comercios en el cantón, contando con varias tiendas, restaurantes, teatros, gimnasios y otras pequeñas empresas y comercios. Por otra parte, los distritos de Mata de Plátano y Purral son mayoritariamente residenciales, por lo que cuentan con algunos pequeños comercios.
En el distrito de Rancho Redondo la actividad comercial más importante es la ganadería de producción de leche. En el distrito de Mata de Plátano también se puede encontrar el cultivo de café en las zonas del este del cantón.
Por otra parte, de acuerdo al Censo Nacional del 2011, la población activa del cantón se concentra mayoritariamente en el Sector Terciario o sector de servicios en cerca del 82,3%, mientras que en el Sector Secundario se concentra el 16,7% y en el Sector Primario el 1,0%. Además, de acuerdo con el Índice de Competitividad Cantonal, el cantón de Goicoechea se ubica en el puesto 12.º a nivel nacional, destacándose en las áreas de metros cuadrados de construcción por km², grado de dependencia de transferencias del sector público, gasto en red vial por kilómetro de red vial cantonal, cobertura y calidad de red móvil 3G, índice de concentración de actividades y población económicamente activa.

## Infraestructura

### Vías de comunicación

#### Carretera
La principal carretera del cantón de Goiceochea es la Ruta 201, que inicia al oeste del distrito de San Francisco y finaliza en el centro del distrito de Guadalupe, donde se divide en la Ruta 200, que comunica al cantón con Moravia, y en la carretera Ruta 218, que conecta a Guadalupe con los distritos de Ipís, Mata de Plátano, Purral y Rancho Redondo. Por otro lado, el cantón da inicio a la Carretera Braulio Carrillo, que comunica a la Gran Área Metropolitana con la provincia de Limón.
En el cantón también se encuentra parte del trayecto de la Ruta 39, conocida como Circunvalación. Actualmente, se encuentra en construcción, en el distrito de Calle Blancos, el trayecto conocido como Circunvalación Norte, que comunicaría a Calle Blancos con el resto de Circunvalación, en el distrito de La Uruca en San José.
La lista total de rutas nacionales con acceso al cantón corresponde a:
- Ruta 32
- Ruta 39
- Ruta 100
- Ruta 108
- Ruta 109
- Ruta 200
- Ruta 201
- Ruta 205
- Ruta 216
- Ruta 218

#### Ferroviario
Al cantón también le atraviesa el Tren Interurbano de la Gran Área Metropolitana de Costa Rica, con una parada en el distrito de Calle Blancos, conectado al cantón mediante tren con las ciudades de San José, Alajuela y Heredia.

### Arquitectura

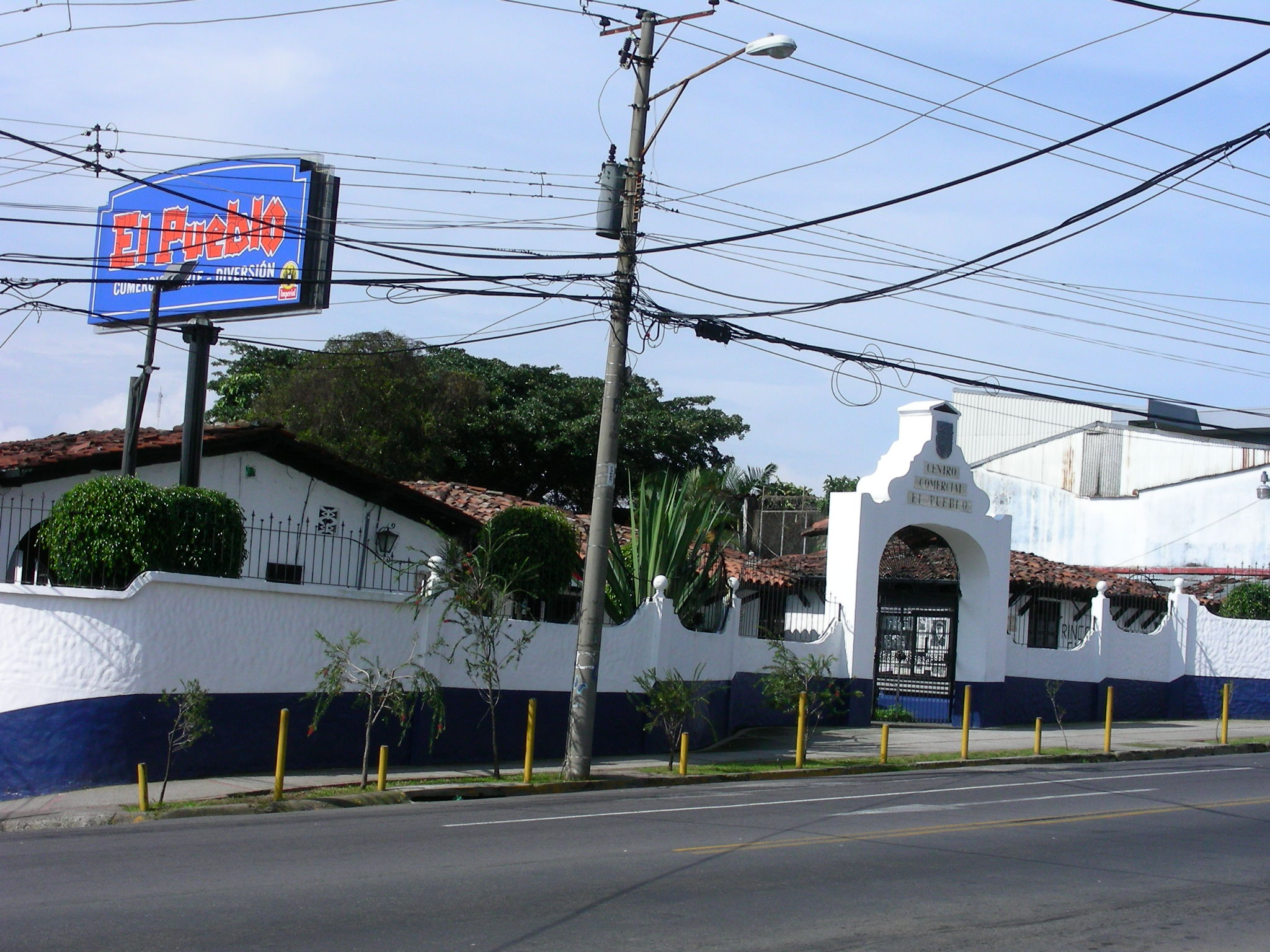
Centro Comercial El Pueblo, en el distrito de San Francisco.

#### Parroquia Nuestra Señora de Guadalupe
La actual Parroquia Nuestra Señora de Guadalupe fue consagrada el 12 de diciembre de 1972, esta se ubica frente al parque central de Guadalupe. Anterior a la actual iglesia, existió otra iglesia, pero esta fue demolida para construir un templo más moderno. La arquitectura del templo actual pretender ser una especie de pirámide azteca mexicana por estar dedicada a la Virgen de Guadalupe; esta fue construida por el ingeniero Bernardo Monge, por encargo del Padre Alberto Mata Oreamuno

La patrona de la parroquia es la Virgen de Guadalupe, pero anteriormente el patrono era San José de Nazaret. El elemento central de la fachada de este templo es un relieve en que la Virgen de Guadalupe se le aparece a Juan Diego Cuauhtlatoatzin.

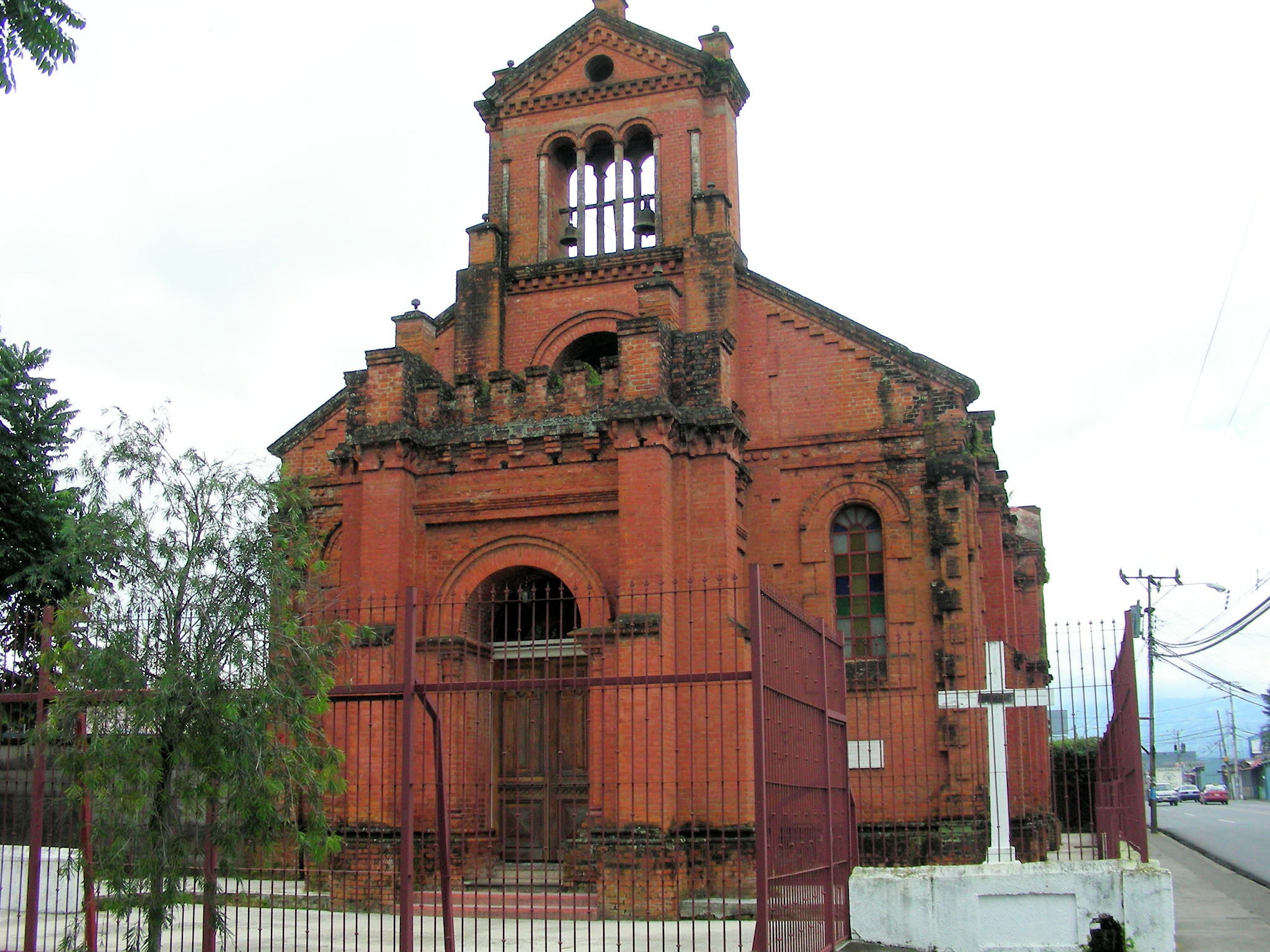
Iglesia de San Francisco de Asís, también conocida como la "Iglesia de Ladrillos", es patrimonio arquitectónico de Costa Rica.

#### Iglesia de Ladrillos
La Iglesia de Ladrillos, o la Iglesia San Francisco de Asís, se encuentra localizada en el centro del distrito de San Francisco. Esta iglesia es famosa por su única arquitectura de mampostería expuesta y de estilo singular. La iglesia fue construida en la segunda mitad del siglo XIX, para precisar, el 4 de octubre de 1884.
Debido a movimientos telúricos, desacertadas intervenciones y por el paso de los años, fue necesaria una restauración del templo llevada a cabo por el Ministerio de Cultura y Juventud y la Dirección Nacional de Urbanismo, en 1980.

#### Otras iglesias y capillas
- Parroquia Nuestra Señora del Carmen, ubicada en el distrito de Mata de Plátano, consagrada en 1928 y reconstruida en 1957 tras un incendio.
- Iglesia Nuestra Señora de Los Ángeles, ubicada en el distrito de Ipís y consagrada en 1965.
- Iglesia de San Pío X, ubicada en el distrito de Purral.
- Mezquita de Omar (Centro Cultural Musulmán), ubicada en el distrito de Calle Blancos.

## Demografía
Para el año 2022, Cantón de Goicoechea cuenta con una población estimada de 132 104 habitantes, y para el último censo efectuado, en 2011, Cantón de Goicoechea contaba con una población de 115 084 habitantes.
Para el 2022 era el noveno cantón de Costa Rica más poblado, siendo además su densidad poblacional 4 167,32 habitantes por km².
Del total de la población, 34 370 habitantes, que representa 26.02% del total de la población del cantón, se concentra en el distrito de Purral, el más poblado. Le sigue, el distrito de Ipís con un 24.04%, Mata de Plátano con un 17.00%, Guadalupe con un 15.83%, Calle Blancos con un 12.79%, Rancho Redondo con un 2.52%, y por último San Francisco con un 1.80% del total de población.
De acuerdo con el Atlas de Desarrollo Humano Cantonal de Costa Rica 2016, el cantón cuenta con una esperanza de vida de 80,5 años y una alfabetización del 99,0%.
De acuerdo al Censo Nacional del 2011, el 9,5% de la población nació en el extranjero. El mismo censo destaca que había 32 520 viviendas ocupadas, de las cuales, el 68,0% se encontraba en buen estado y había problemas de hacinamiento en el 4,3% de las viviendas. El 98,5% de sus habitantes vivían en áreas urbanas. Además, la escolaridad promedio alcanza los 9,8 años.

| Evolución de la población de Goicoechea entre 1864 y 2022 |
| --------------------------------------------------------- |
|                                                           |

## Cultura

### Símbolos
La bandera del cantón de Goicoechea fue aprobada por unanimidad el día 4 de agosto de 1991, mediante la sesión extraordinaria 15-91 del Concejo Municipal de Goicoechea. La bandera fue diseñada por el funcionario municipal señor Alberto Abarca Gómez.
Se conforma por 4 triángulos de colores rojo, amarillo, blanco y azul. Los colores azul, amarillo y blanco representan a los hogares del cantón, ya que muchos de estos estaban pintados de estos colores. El color rojo representa a la bandera nacional de Costa Rica. Las estrellas de la bandera representan los siete distritos del cantón.
Por otra parte, el escudo del cantón se conforma por un blasón superior amarillo con la inscripción "Municipalidad de Goicoechea" que representa a la unión del cantón bajo un mismo fin. El fondo del escudo, rodeado por un borde, representa la bandera nacional de Costa Rica. Las estrellas amarillas representan a los 7 distritos del cantón, donde la estrella superior representa a la cabecera del cantón, Guadalupe. El pico y la pala cruzadas y enmarcadas por ramas, en el centro del escudo, representan el trabajo. El número 1891 representa el año de fundación del cantón.

### Educación
Con respecto a la educación, el cantón cuenta con 17 centros educativos púbicos y privados, entre ellos:

#### Escuelas
- Escuela Pilar Jiménez Solís
- Escuela Doctor Ferraz
- Escuela Claudio Cortés Castro
- Escuela Luis Demetrio Tinoco Castro
- Escuela Juan Flores Umaña
- Escuela Los Ángeles
- Escuela José Cubero Muñóz
- Escuela José Fabio Garnier Ugalde
- Escuela Roberto Cantillano Vindas
- Escuela Filomena Blanco de Quirós
- Escuela Juan Enrique Pestalozzi
- Lake Mary School
- Santa Mónica School
- Father's Home School
- Saint Patrick School

#### Colegios, liceos e institutos
- Liceo Napoleón Quesada Salazar
- Colegio Técnico Profesional (C.T.P.) de Calle Blancos
- I.E.G.B. América Central (incluye educación primaria)
- Liceo Salvador Umaña Castro
- Liceo Virgen de la Medalla Milagrosa
- Liceo Mata de Plátano
- Colegio Técnico Profesional (CTP) de Purral
- Colegio Madre del Divino Pastor (incluye educación primaria)
- CEI San Jorge
- Saint Vincent School (incluye educación primaria)
- Colegio Mi Patria (incluye educación primaria)
- Colegio Cristiano Asambleas de Dios (incluye educación primaria)
- Colegio Cristiano Reformado (incluye educación primaria)

Además cuenta con la Escuela de Enseñanza Especial Centeno Güell. El cantón cuenta también con una biblioteca municipal.

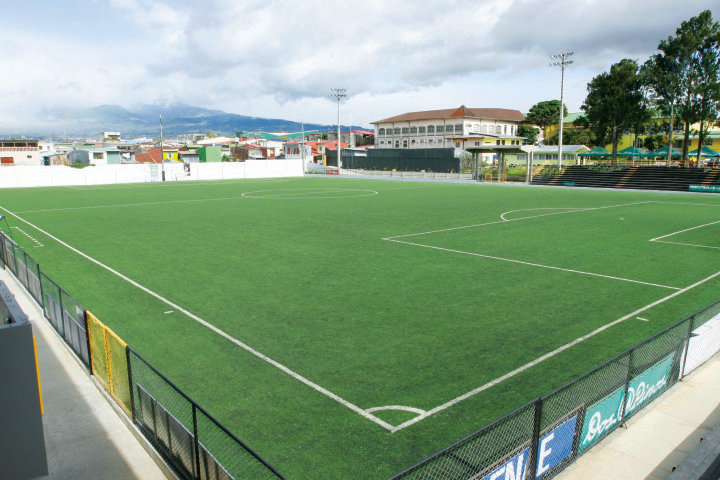
Interior del Estadio José Joaquín "Coyella" Fonseca, en el distrito de Guadalupe.

### Deporte
Goicoechea es sede de la selección de fútbol Guadalupe F.C., la cual se alberga en el Estadio José Joaquín "Coyella" Fonseca, ubicado en el distrito de Guadalupe y utilizado históricamente por clubes de la Segunda División y de Primera División de Costa Rica.
El cantón cuenta con un Comité Cantonal de Deportes y Recreación, el cual administra y orienta los recursos municipales y externos para el desarrollo deportivo y recreativo de los habitantes del cantón. El cantón además cuenta con un gimnasio y piscina municipal, y con selecciones de fútbol, fútbol sala, atletismo, basketball , voleibol y natación.

### Salud
Con respecto a la salud, en Goicoechea se puede encontrar el servicio de EBAIS, y otras clínicas como la clínica Dr. Ricardo Jiménez Nuñez o el Hospital La Católica, ambos ubicados en el distrito de Guadalupe.

### Personajes
- Alfio Piva Mesén (1940-): Científico y ambientalista, médico veterinario de profesión y doctor en fisiología animal. Rector de la Universidad Nacional de Costa Rica y director ejecutivo del InBio. Fue Primer Vicepresidente de la República de Costa Rica en la administración de Laura Chinchilla Miranda.
- José Joaquín Jiménez Núñez (1875-1961): Odontólogo y rector de la Universidad de Costa Rica entre 1944 y 1946.
- Néstor Zeledón Guzmán (1933-): Escultor. Se le considera uno de los artistas plásticos más importantes del país. Por su obra artística y su trayectoria, fue galardonado con el Premio Nacional de Cultura Magón en 1992.
- Flor Urbina Uriarte (1971-): Bailarina, coreógrafa, música, canta autora, actriz, dramaturga, productora, directora artística, consultora empresarial y motivadora.
- Francisco Calvo Quesada (1992-): Futbolista que juega como defensa central o lateral izquierdo en el Chicago Fire, de la Major League Soccer.
- Hilda Hidalgo Xirinachs (1970-): Cineasta, graduada de la Escuela Internacional de Cine y Televisión de La Habana, Cuba. Ha escrito y dirigido media docena de cortos de ficción y documentales.
- David Ramírez Ruiz (1993-): Futbolista que juega como delantero en el Athletic Club Omonia Nicosia, de la Primera División de Chipre.
- Ulises Segura Machado (1993-): Futbolista que juega de interior derecho en el D.C. United, de la Major League Soccer.
- Néstor Zeledón Varela (1903-2000): Escultor. Es uno de los escultores más renombrados de la llamada Generación del Treinta, Generación Nacionalista o Nueva Sensibilidad.
- Benjamín Gutiérrez Sáenz (1937-): Compositor de música clásica contemporánea.
- Roxana Zúñiga Quesada (1956-):Periodista y actual directora del espacio noticiero de Noticias Repretel de Canal 6.
- Manuel Salazar Mora (1958-): Obispo de la diócesis de Tilarán-Liberia.
- Salvador Jiménez Blanco (1835-1883): Abogado y político. Secretario de Relaciones Exteriores de Costa Rica entre 1874 y 1875.